# Juba
Juba (arabul: جوبا, klasszikus átírásban Dzsúba, modern átírásban Gyúba) Dél-Szudán fővárosa, mely a Fehér-Nílus folyó partján fekszik.
A kőolaj eladásából származó pénzeknek, és a beáramló, főleg kínai tőkének és vendégmunkásoknak köszönhetően egyike a világ leggyorsabban fejlődő fővárosainak. 2011-ben a lélekszám nagyjából 372 410 volt.

## Története
A mai várost 1921-1922-ben alapították egy Bari törzsi falu helyén. A Brit missziós társaság iskolát létesített itt az 1920-as évek elején, de a város csak 1927-től indult fejlődésnek. Nem sokkal később Mongalla tartomány fővárosa lett.
1947-ben a városban tartották meg a jubai konferenciát, melyen eldöntötték Észak- és Dél-Szudán egyesülését. A Brit uralom megszűnése után polgárháború robbant ki a déli és északi területek között, melyben stratégiailag fontos szerepet kapott Juba.
2005-ben a város a Dél-szudáni autonóm tartomány fővárosa lett, majd miután ez 2011. július 9-én Dél-Szudán néven függetlenedett, a létrejövő állam fővárosává vált.

## Éghajlat
| Hónap | Jan. | Feb. | Már. | Ápr. | Máj. | Jún. | Júl. | Aug. | Szep. | Okt. | Nov. | Dec. | Év   |
| --- | ---- | ---- | ---- | ---- | ---- | ---- | ---- | ---- | ----- | ---- | ---- | ---- | ---- |
| Rekord max. hőmérséklet (°C) | 42,2 | 43,0 | 43,6 | 42,4 | 43,7 | 38,5 | 37,0 | 38,5 | 39,0  | 39,6 | 40,4 | 42,8 | 43,7 |
| Átlagos max. hőmérséklet (°C) | 36,8 | 37,9 | 37,7 | 35,4 | 33,5 | 32,4 | 31,1 | 31,6 | 33,1  | 34,0 | 34,7 | 35,9 | 34,5 |
| Átlagos min. hőmérséklet (°C) | 20,1 | 21,7 | 23,6 | 23,4 | 22,6 | 21,9 | 21,1 | 21,0 | 21,1  | 21,3 | 20,9 | 20,0 | 21,6 |
| Rekord min. hőmérséklet (°C) | 11,4 | 12,2 | 16,3 | 16,5 | 16,8 | 14,0 | 13,3 | 16,0 | 15,5  | 14,0 | 13,2 | 13,9 | 11,4 |
| Átl. csapadékmennyiség (mm) | 5    | 11   | 37   | 112  | 130  | 118  | 145  | 128  | 104   | 115  | 43   | 8    | 954  |
| Havi napsütéses órák száma | 279  | 235  | 211  | 198  | 208  | 207  | 183  | 205  | 228   | 242  | 237  | 260  | 2692 |
| Forrás: World Meteorological Organization, NOAA (sun and humidity, 1961–1990), Deutscher Wetterdienst (extremes, mean temperatures) |      |      |      |      |      |      |      |      |       |      |      |      |      |

## Közlekedés

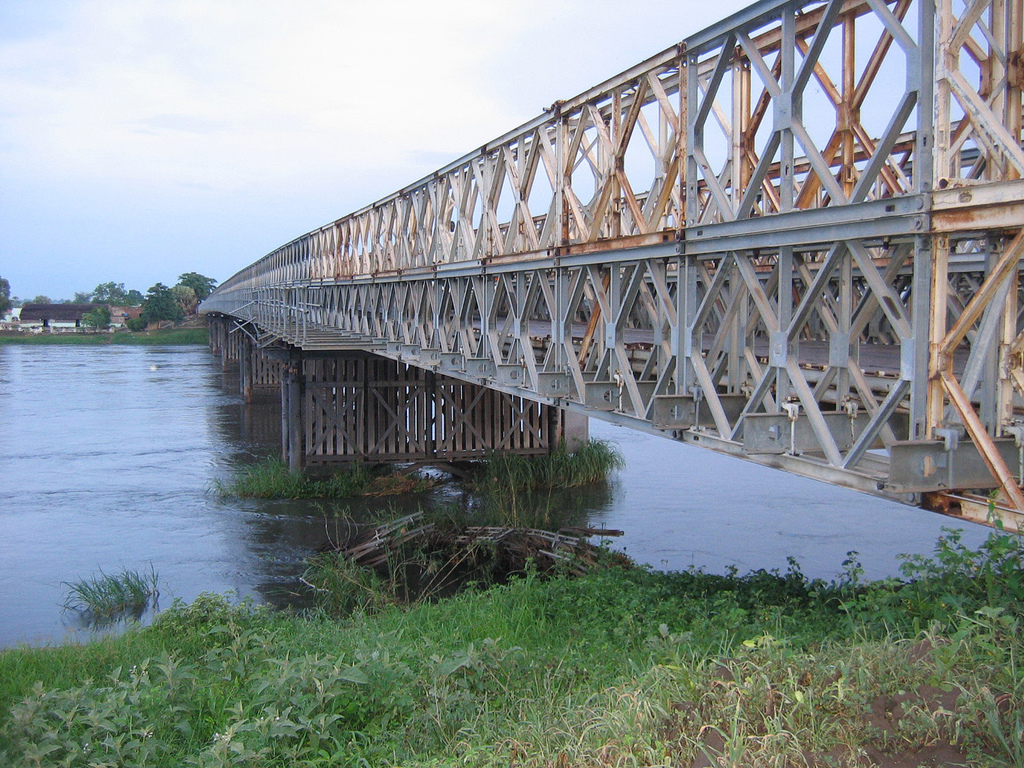
Híd a Fehér-Nílus fölött Dzsubában

A városban többnyire földutak jelentik a közlekedési infrastruktúrát. Itt található Dél-Szudán nemzetközi repülőtere, a Juba International Airport (IATA: JUB, ICAO: HSSJ). 

## Fordítás
- Ez a szócikk részben vagy egészben a Juba (Southern Sudan) című angol Wikipédia-szócikk ezen változatának fordításán alapul.  Az eredeti cikk szerkesztőit annak laptörténete sorolja fel. Ez a jelzés csupán a megfogalmazás eredetét és a szerzői jogokat jelzi, nem szolgál a cikkben szereplő információk forrásmegjelöléseként.